# (36601) 2000 QS138
2000 QS138 (asteroide 36601) é um asteroide da cintura principal. Possui uma excentricidade de 0.14440060 e uma inclinação de 1.90224º.
Este asteroide foi descoberto no dia 31 de agosto de 2000 por LINEAR em Socorro.